# Ries de Galícia

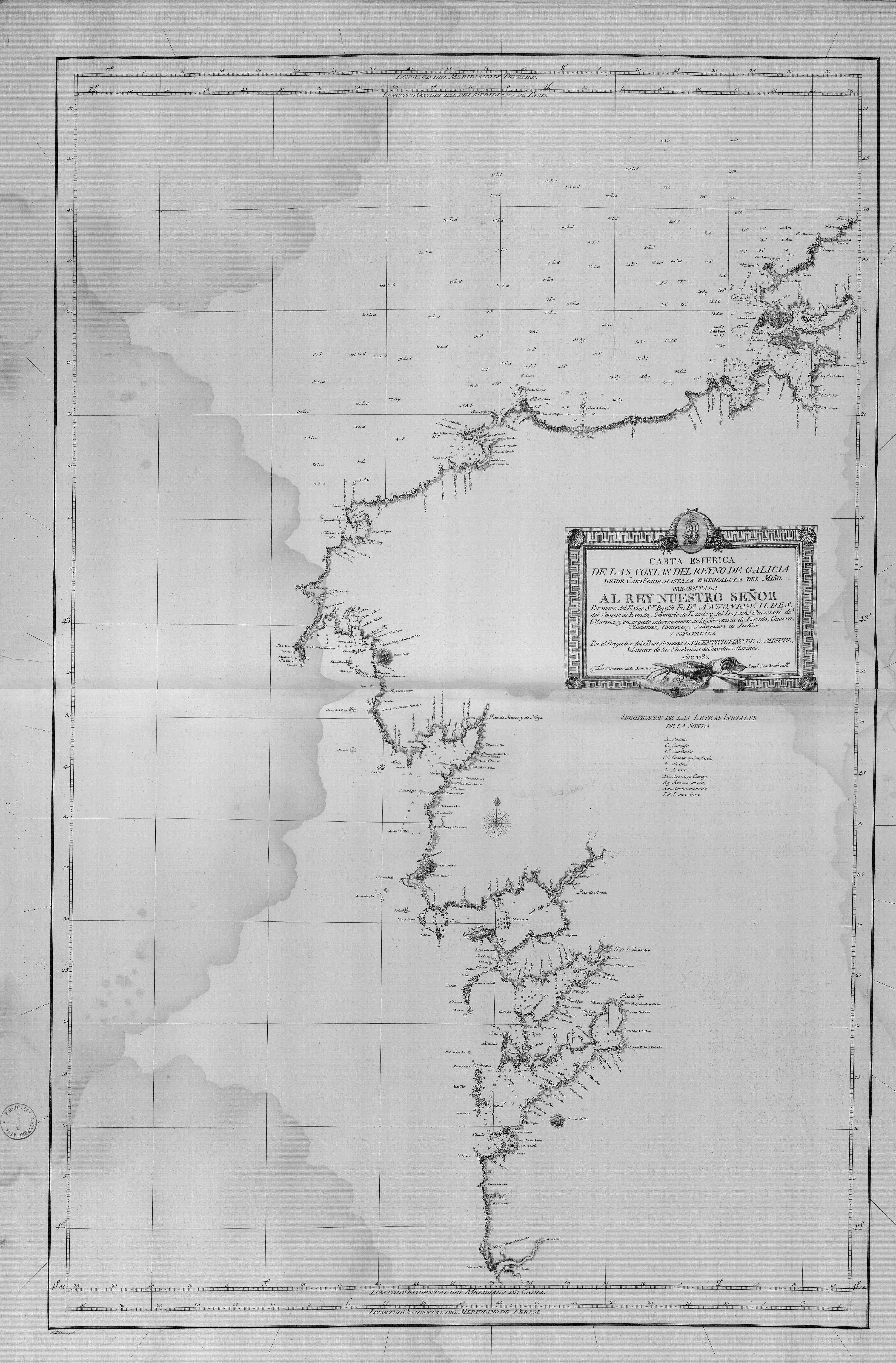
Carta nàutica de 1787 amb les diferents ries gallegues.

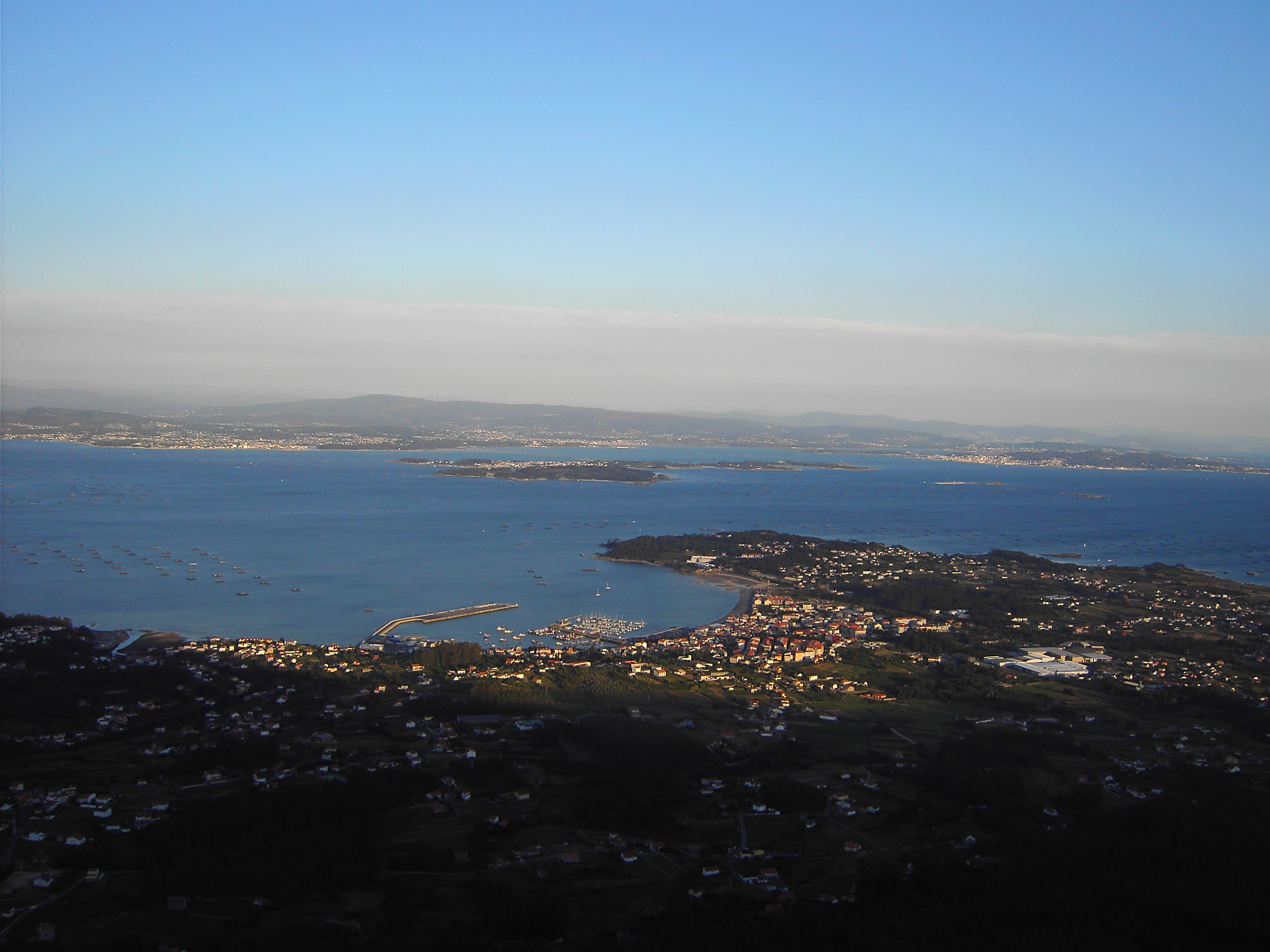
La ria d'Arousa és la ria amb major superfície.

Les ries de Galícia són una de les peculiaritats de la geografia de Galícia. Les ries són endisaments en la costa en les que el mar anegà valls fluvials pel descens del nivell terrestre (i ascens relatiu del nivell del mar). Les ries gallegues estan tradicionalment dividides en Ries Altes i Ries Baixes, segons la seva posició respecte a Finisterre com a punt més occidental de Galícia.
Les ries tenen una gran importància pesquera (la costa gallega és una de les zones pesqueres de major rellevància internacional) i turística (pels seus entorns paisatgístics i platges).

## Descripció
Les Ries Altes són les de Ribadeo, Foz, Viveiro i d'O Barqueiro, en el mar Cantàbric (és a dir, a l'est de l'Estaca de Bares com a punt més al nord de Galícia), i Ortigueira, Cedeira, Ferrol, Betanzos, La Corunya, Corme i Laxe i Camariñas. Aquestes dues últimes, situades a l'oest de l'Estaca de Bares apareixen a vegades referides com a Ries Mitjanes.
Les Ries Baixes, totes en la façana atlàntica, són de major grandària. De nord a sud, són les de Corcubión, Muros i Noia, Arousa, Pontevedra, Aldán, Vigo i Baiona.